# Kupfer(II)-bromid
Kupfer(II)-bromid ist ein Kupfersalz des Bromwasserstoffs mit der Verhältnisformel CuBr2. Kupfer besitzt hier die Oxidationsstufe +2.

## Darstellung
Kupfer(II)-bromid kann aus den Elementen gewonnen werden.
{\displaystyle \mathrm {Cu+Br_{2}\longrightarrow CuBr_{2}} }
Ebenfalls möglich ist Herstellung aus Kupfer(II)-oxid und Bromwasserstoffsäure bzw. Kupfer(II)-chlorid und Bor(III)-bromid.
{\displaystyle \mathrm {CuO+2\ HBr\longrightarrow CuBr_{2}+H_{2}O} }
{\displaystyle \mathrm {3\ CuCl_{2}+2\ BBr_{3}\longrightarrow 3\ CuBr_{2}+2\ BCl_{3}} }

## Eigenschaften
Kupfer(II)-bromid ist ein grünlicher-schwarzer und hygroskopischer Feststoff, der eine grüne Flammenfärbung hervorruft. Er ist für die grüne Flamme einer positiven Beilstein-Probe verantwortlich, bei der Kupfer(II)-bromid nach obiger Reaktion gebildet wird. Es kristallisiert in der Cadmiumiodid-Struktur.
Beim Erhitzen zersetzt sich Kupfer(II)-bromid unter Abgabe von Brom zu Kupfer(I)-bromid:
{\displaystyle \mathrm {2\ CuBr_{2}\longrightarrow \ 2\ CuBr\ +\ Br_{2}} }
Es besitzt eine monokline Kristallstruktur mit der Raumgruppe C2/m (Raumgruppen-Nr. 12), a = 7,18 Å, b = 3,46 Å, c = 7,14 Å, β = 121° 15′ und eine Bildungsenthalpie von −139,7 kJ/mol.

### Löslichkeit
Kuper(II)-bromid ist in Wasser relativ gut löslich. Bei Temperaturen unter 18,0 °C kristallisiert Kuper(II)-bromid als grünes Tetrahydrat in Form monokliner Prismen aus, darüber in der wasserfreien Form als schwarze Rhomboeder.
| Temperatur in °C   | 0,0 | 5,75 | 9,9 | 15,0 | 20,0 | 25,0 | 30,1 | 34,8 | 50,0 |
| Löslichkeit in g/L | 518 | 528  | 537 | 550  | 559  | 558  | 561  | 560  | 568  |

Verdünnte Lösungen sind blau, konzentrierte grün bis dunkelbraun.

## Verwendung
In der organisch-chemischen Synthese können Ketone mit Kupfer(II)-bromid zu α-Bromketonen bromiert werden.